# Wadelius
Wadelius – wymarły rodzaj muchówek z rodziny ochotkowatych i podrodziny Tanypodinae. Obejmuje tylko jeden wczesnokredowy gatunek, W. libanicus.

## Taksonomia
Rodzaj i jego gatunek typowy opisali po raz pierwszy Isabelle Veltz, Dany Azar i André Nel w 2007 roku na łamach „African Invertebrates”. Opisu dokonano na podstawie inkluzji w bursztynie libańskim, datowanej na późny barrem lub wczesny apt w kredzie. Odnaleziono je w Mdejridż w okolicy Hammany w muhafazie Dżabal Lubnan w Libanie. Nazwa rodzajowa nadana została na cześć Jean-Marca Wadela, przyjaciela pierwszej autorki opisu, zaś epitet gatunkowy oznacza po łacinie „libański”.

## Morfologia
Głowa o ćwierć mm i wysokości nieco ponad pół mm pozbawiona była przyoczek, a oczy miała nagie. Wyraźnie owłosione czułki miały niespełna 0,8 mm długości i zbudowane były z 16 członów, z których trzonek był szeroki i zaokrąglony, a nóżka bardzo krótka. Szczecinki ciemieniowe i pozaoczne leżały w pojedynczych szeregach.
Tułów miał około 0,9 mm długości i wysokości. Na zatarczy występowały długie szczecinki i poprzeczna bruzda, a na tarczy wzgórek. Licznie wyrastały szczecinki nadskrzydłowe, przedskrzydłowe i śródplecowe. Skrzydło przednie miało 1,6 mm długości, około 0,4 mm szerokości i przezroczystą, porośniętą makroskopowymi włoskami błonę. Jego użyłkowanie cechowało się żyłką kostalną zakończoną przed ujściem ostatniej gałęzi żyłką radialną, wyraźnie odseparowanymi gałęziami R1, R2+3 i R4+5, dość długą gałęzią R2, obecnością dwóch gałęzi żyłki medialnej oraz rozwidleniem kubitalnym umieszczonym nieco bardziej nasadowo niż żyłka poprzeczna medialno-kubitalna. Przezmianki osiągały 0,2 mm długości. Odnóża miały golenie pozbawione bocznego ząbkowania, zaopatrzone w dwa pazurkowato zakrzywione kolce. Przednia para goleni miała po jednej, a pozostałe po dwóch ostrogach. Stopy wszystkich par miały czwarty człon walcowaty i zwieńczone były niezmodyfikowanymi pazurkami.
Odwłok miał niespełna 1,4 mm długości, 0,4 mm szerokości i szeroki koniec analny. Gonokoksyty były szerokie u podstawy, porośnięte licznymi szczecinkami, dłuższe od niemal nagich gonostylików rozwidlonych na dwa równych długości, lekko zakrzywione wyrostki. Dolna wolsella była bardzo mała lub nie było jej wcale.